# Campeonato Paraense de Futebol de 1972
O Campeonato Paraense de Futebol de 1972 foi a 60.ª edição da principal divisão do futebol do Pará. Organizada pela Federação Paraense de Futebol, a competição contou com a participação de oito clubes. O Paysandu sagrou-se campeão, conquistando seu 28º título estadual, enquanto o Remo ficou com o vice-campeonato. Moreira, do Paysandu, foi o maior goleador do certame, com 12 gols marcados.[carece de fontes?]
Tanto o campeão Paysandu e quanto o vice-campeão Remo também conseguiram o direito de participar do Campeonato Nacional de Clubes de 1973.

## Participantes
| Equipe      | Cidade | Títulos (mais recente) | Part. |
| ----------- | ------ | ---------------------- | ----- |
| Combatentes | Belém  | 0 (não possui)         | 22    |
| Júlio César | Belém  | 0 (não possui)         | 25    |
| Paysandu    | Belém  | 27 (1971)              | 56    |
| Remo        | Belém  | 22 (1968)              | 56    |
| Sport Belém | Belém  | 0 (não possui)         | 5     |
| Sporting    | Belém  | 0 (não possui)         | 3     |
| Tuna Luso   | Belém  | 8 (1970)               | 38    |

## Premiação
| Campeonato Paraense de 1972     |
| Belém                           |
| ------------------------------- |
| Paysandu Bicampeão (28º título) |